# Äkta människor
Äkta människor är även en synonym för släktet människor (Homo).
Äkta människor är en svensk science fiction-dramaserie från 2012 och 2013 skriven av Lars Lundström. Första säsongen hade dubbelavsnittspremiär den 22 januari 2012 i SVT 1. Andra säsongen hade premiär den 1 december 2013. De både säsongerna består av tio entimmesavsnitt vardera. Medverkande skådespelare är bland andra Andreas Wilson, Eva Röse, Leif Andrée, Johan Paulsen, Pia Halvorsen, Marie Robertson och Lisette Pagler. 
Första säsongen av Äkta människor regisserades av Harald Hamrell (avsnitt 1–4 och 9–10) och Levan Akin (avsnitt 5–8). Andra säsongen regisserades av Harald Hamrell (avsnitt 1–4), Kristina Humle (avsnitt 5–7) och Christian Eklöw tillsammans med Christopher Panov (avsnitt 8–10).
Serien producerades av Sveriges Television och Matador Film i samarbete med Danmarks Radio och YLE, med stöd av Nordisk Film- och TV-Fond samt Nordvisionsfonden. Rättigheterna till en amerikansk version såldes redan före premiären till Kudos Film & Television, och Shine International har köpt rättigheterna att distribuera serien internationellt. I april 2013 hade nära 50 länder köpt rättigheterna till att visa första säsongen.
I september 2013 vann seriens skapare Lars Lundström priset för Bästa manusförfattare vid Seoul Drama Awards i Sydkorea. Samma månad vann serien det prestigefulla TV-priset Prix Italia i kategorin Bästa TV-serie.
2015 gjordes en brittisk version av serien, kallad Humans.

## Bakgrund och miljö

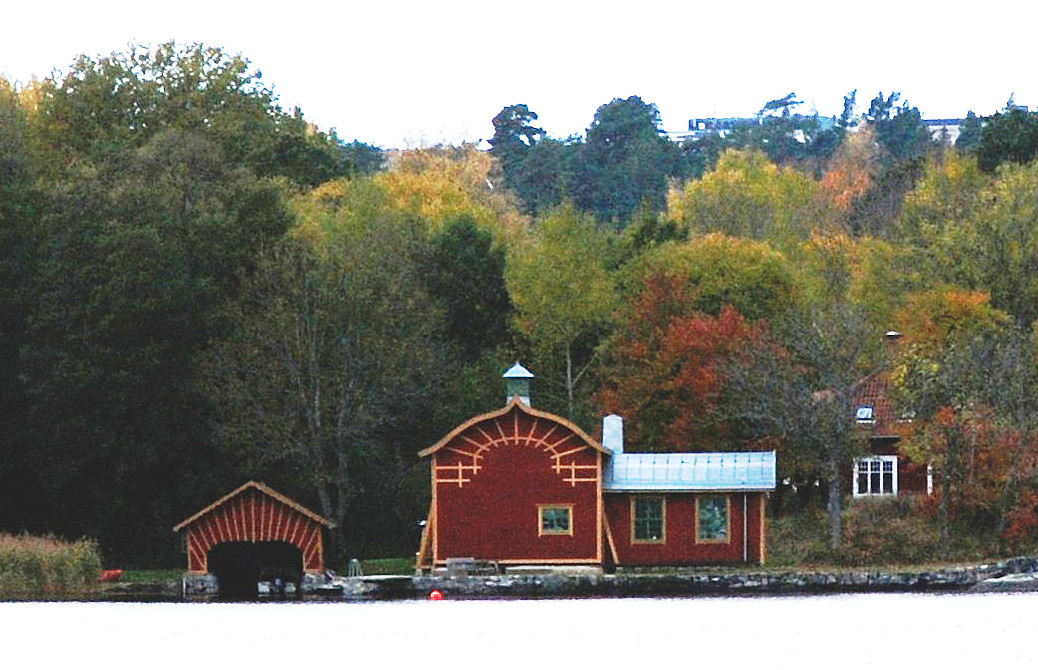
Täcka udden på Lidingö syntes i serien som familjen Eischers hus.

Serien utspelar sig i ett alternativt, nutida Sverige. Forskare har sedan flera år utvecklat robotar som är till förväxling lika människor, så kallade hubotar. Hubot är ett teleskopord bildat av human och robot, alltså ungefär människorobot, det som i andra sammanhang brukar kallas en android. Hubotar kännetecknas av att de har en USB-port någonstans på kroppen, varigenom de kan programmeras. De används som tjänstefolk, arbetare och sällskap, men alltmer avancerade program har även gett dem möjlighet att ha känslor.
Medan vissa omfamnar den nya tekniken känner andra rädsla för vad som händer när människor kan ersättas av maskiner som arbetare, sällskap, föräldrar och till och med älskare. Den hubotfientliga rörelsen Äkta människor arbetar för ett hubotfritt samhälle. Deras logotyp, en blödande hand, syns på bilar och på dörrar lite varstans. Hubotmotståndare använder ofta tillmälen som docka, pacman och Windowshjärna för att referera till hubotar.
Personer som tvärtom ser hubotar som jämlikar kallas ibland för hubbisar. Vissa hubotar har byggts speciellt för att fungera som älskare och sexualpartner. Det finns till och med en underjordisk marknad för hubotstriptease och -prostitution.
Enligt Lars Lundström kan hubotarna i serien symbolisera bland annat illegal invandring, samkönade äktenskap och arbetspolitik, och det finns paralleller till såväl luddism som främlingsfientlighet.

## Handling i säsong 1

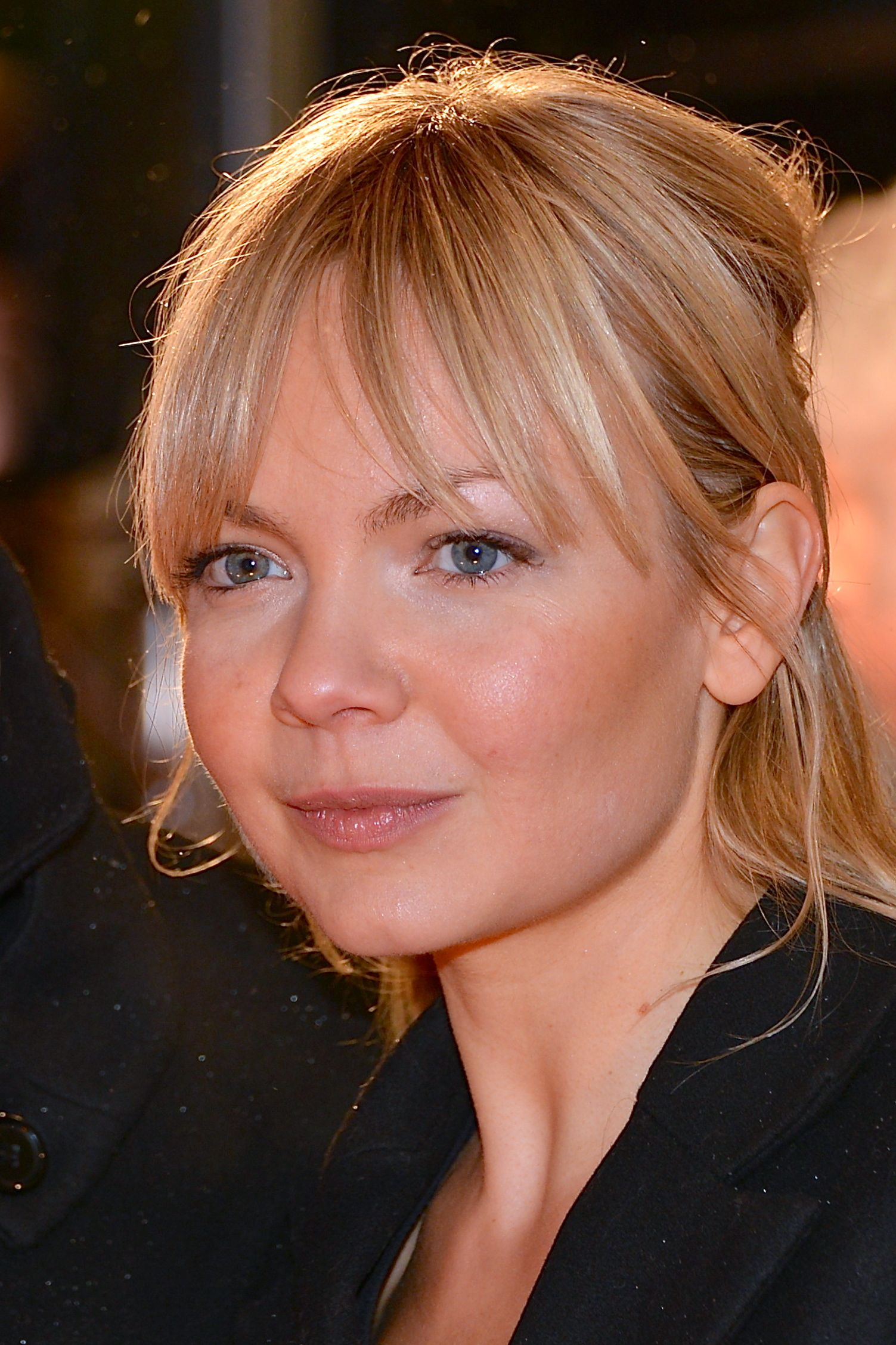
Marie Robertson spelar polisen Bea.

Leo Eischer (Andreas Wilson) växte som son till vetenskapsmannen David Eischer (Thomas W. Gabrielsson) upp med hubotar. Han har ett förhållande med huboten Mimi (Lisette Pagler). Tillsammans med en grupp vilda hubotar med Niska (Eva Röse) i spetsen kämpar de i laglöshet för frihet. Mimi, som har skadats, rövas bort av hubotjägare, programmeras om och säljs svart till en hubothandlare. Leo ger sig tillsammans med huboten Max (Christopher Wagelin) av för att hitta henne medan de andra söker skydd i en kyrka. Ett dubbelmord uppdagas i huset där de har laddat batterierna. Poliserna Beatrice "Bea" Novak (Marie Robertson) och Ove Holm (Ola Wahlström) på EHURB, Enheten för hubotrelaterad brottslighet, påbörjar jakten på de vilda, mordmisstänkta hubotarna.
Familjefadern Hans Engman (Johan Paulsen) åker till varuhuset Hubot Market för att köpa en ny hubot till sin svärfar Lennart Sollberg (Sten Elfström), vars förra modell har gått sönder. Han blir övertalad av försäljaren Jonas Boberg (Måns Nathanaelson) att köpa en dyr modell mot att han får en enklare, begagnad modell på köpet. Hans hustru Inger (Pia Halvorsen) går motvilligt med på att behålla den. De kallar den Anita (också Lisette Pagler), omedvetna om dess bakgrund. Hon blir snart en del av familjen: yngsta dottern Sofia (Aline Palmstierna) har någon som läser godnattsagor för henne, och tonårssonen Tobias (Kåre Hedebrant) får hjälp med läxorna. Äldsta dottern Matilda (Natalie Minnevik) är mer skeptisk, men lockar Anita att prata om sitt förflutna. Hon nämner att hon inte har åtkomst till delar av sitt minne. Matilda hjälper henne att komma åt det, och lyckas väcka Mimi till liv.
Lennart å sin sida är missnöjd med sin nya hubot Vera (Anki Larsson), som han tycker styr och ställer. Han lyckas få igång sin gamla hubot, Odi (Alexander Stocks), och umgås med honom i smyg, trots att han inte fungerar helt som han ska. Under en bilresa kör Odi i diket. Lennart säger åt Odi att gömma sig i skogen och tar själv på sig skulden. Odi hamnar dock i händerna på hubotjägare. Lennart fortsätter att leva med Vera. När han får en hjärtattack räddar hon honom med första hjälpen. På sjukhuset erbjuds han möjligheten att klona sig själv som en hubot. Medan han överväger det träffar han Solveig (Agneta Ahlin) på en målarkurs. Hon fyller honom med livslust.

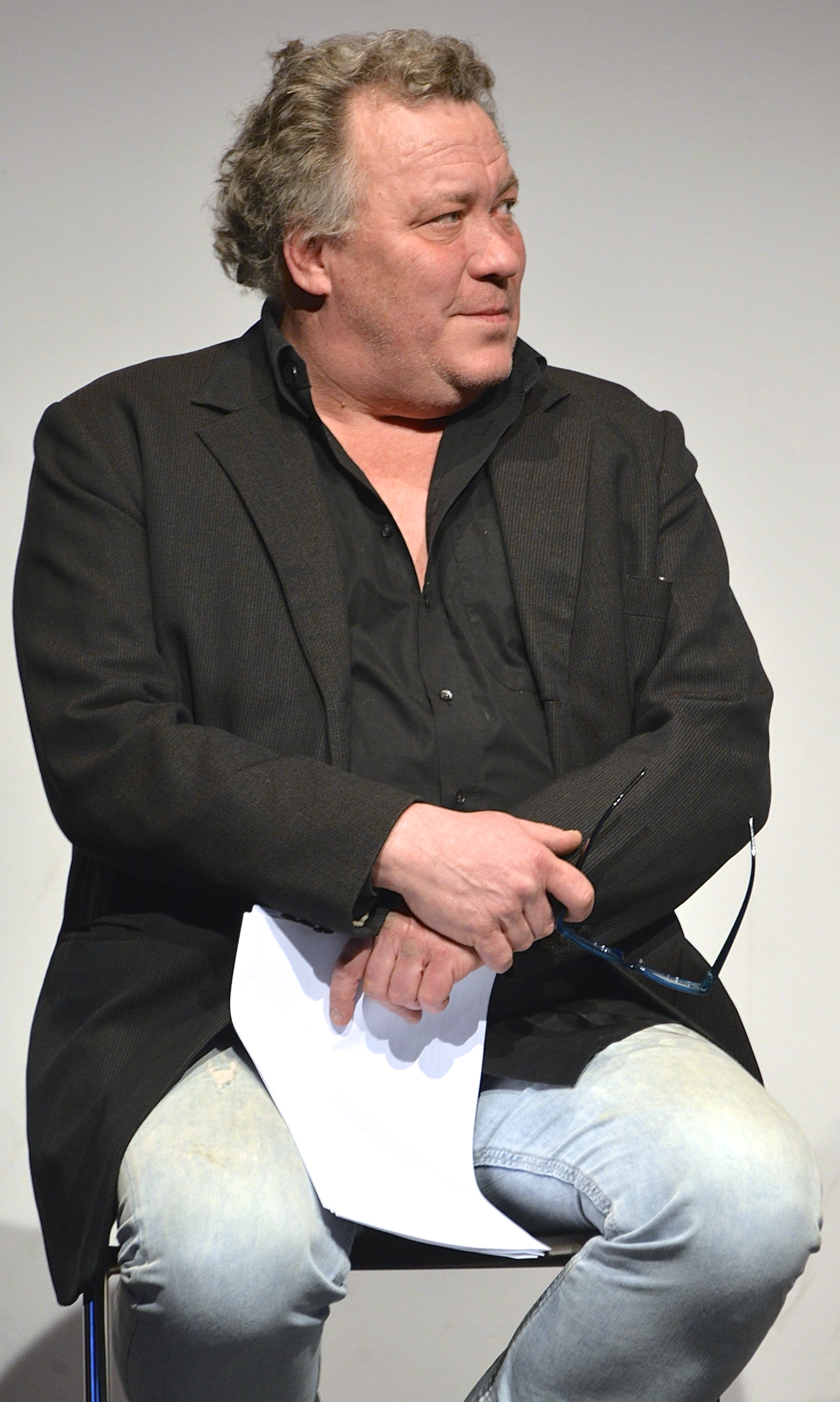
Leif Andrée spelar hubotmotståndaren Roger.

Roger Pålsson (Leif Andrée) bor granne med familjen Engman. Han jobbar på ett lager där hubotar står för större delen av arbetskraften. Han avskyr dem, och det blir bara värre när hans hustru Therese (Camilla Larsson) lämnar honom och tar med sin son Kevin (Fredrik Silbersky) och huboten Rick (Johannes Bah Kuhnke). Roger åker till ett möte med "Äkta människor". Där träffar han brevbäraren Malte Koljonen (Jimmy Lindström) och polisen Bea, som för hårda, populistiska argument i kontrast till organisationens pragmatiska ton. De tre bildar "Äkta människors befrielsefront". Tillsammans planerar de ett attentat mot Hubot Market.
När Therese och hennes vän Pilar (Anna Sise) ska gå ut på nattklubb med sina hubotar Rick och Bo (Rennie Mirro) blir de nekade i dörren, eftersom hubotar inte är välkomna. De bestämmer sig för att stämma klubben för diskriminering och anlitar Thereses gamla granne Inger som är advokat. De blir erbjudna förlikning, men väljer att ta fallet vidare för att skapa prejudikat. När försvarssidan tar upp att hubotarna kan vara olagligt omprogrammerade rasar dock hela fallet. Therese återgår till vardagslivet men Rick blir allt mer känslosam – han säger emot och tjurar, och när han antastar en tjej och går vilse inser Therese att något är fel och att hon kanske kommer att förlora honom.
Leo får tips om att stulna hubotar ofta säljs som sexarbetare och söker sig till strippklubben Hubot Heaven. Där får han och Max mat och husrum i ersättning mot att han arbetar med att svart programmera om hubotar. Genom en kund får han adressen till hubotjägarna och åker till dem. När de inte samarbetar skjutar han den ena av dem, Jim (Mattias Silvell), men övermannas av en hubot. Den överlevande hubotjägaren, Silas (Peter Viitanen), beordrar den nyinfångade huboten Odi att stycka de två liken. De upptäcker dock att Leo fortfarande lever, och att han är delvis hubot. Han lyckas fly. Tillsammans med Max åker han till Hubot Market för att pressa hubotförsäljaren Jonas på detaljer om Mimis öde. De får veta adressen till familjen Engman. Leo tar Jonas bilnycklar men just som han är på väg ut på parkeringen detonerar Roger och Malte en bomb. Skadad av explosionen tar han sig ändå till bilen och kör iväg, men kör av vägen och kraschar. Han körs först till sjukhus, men när det framkommer att han är delvis hubot tas han i stället till isolering under sträng bevakning. Han begär att få Inger som försvarsadvokat, men de hinner bara mötas en gång innan det bestäms att Leo ska "avlivas". Inger kopplar ihop Leos tatuering med den som Anita har och börjar fatta misstanke om att något stort är på gång. Hon lyckas få till ett oövervakat möte med Leo, som ber henne att skydda Mimi. Hon spelar in mötet på sin mobiltelefon, men på väg därifrån blir hon bestulen.
Ove och Bea blir satta på att undersöka hubotrester från attentatet. Bea avslöjar av misstag att hon egentligen är en hubot och blir själv efterlyst. Hon söker skydd hos Roger och säger att hon har blivit misshandlad när hon lämnade sin sambo. De två lämnar Malte och Äkta människors befrielsefront, och flyttar ihop.
Tobias kämpar med sina känslor för Anita. Å ena sidan är han förälskad i henne, å andra sidan äcklas han av tanken på att ha känslor för en maskin. När han kommer på Kevin och tre andra pojkar med att försöka våldta Anita, fylls han med ilska och tar ut hämnd genom att överfalla Kevin med ett brännbollsträ. Pojkarnas föräldrar tvingar dem att be varandra om ursäkt.
De vilda hubotarna har husrum på vindsvåningen hos den lesbiska prästen Åsa (Sofia Bach) och hennes hustru Eva (Ellen Jelinek). Åsa finner dem intressanta, men Eva är misstänksam. När en av dem, Flash (Josephine Alhanko), uttrycker sig homofobiskt uppstår en konflikt. Flash tvingas lämna gruppen, och hamnar i Silas händer. När konflikten med Eva eskalerar tvingas de andra hubotarna också att lämna platsen. De får med Beas hjälp rum i Rogers källare, utan hans kännedom. Snart dyker Malte upp. Han är psykiskt instabil och får stanna hos dem. Bea avslöjar för Roger att hon är hubot men bedyrar att hennes kärlek för honom är lika sann och frivillig som hans för henne. Morgonen efter introducerar hon honom för de andra hubotarna.
Malte upptäcker de andra hubotarna och flyr, följd av Niska. Samtidigt som han närmar sig hemmet har polisen kommit dit efter att Maltes mamma hittat hans vapen. Innan Malte hunnit in blir han dock knivstucken av Niska. Hon flyr men har blivit sedd av Ove. Hos Roger har Kevin kommit hem, eftersom Rick har börjat bete sig märkligt. Therese lovar Kevin att Rick kommer att vara borta snart. Hon håller löftet och lämnar på kvällen bort Rick till Silas.
Niska och Bea bestämmer sig för att befria Leo men de vet inte var han är. Bea kontaktar Ove och ber honom att möta henne. Ove kommer till mötet och säger var Leo är. När de fått veta det skjuter Bea Niska i huvudet.
Leo vägrar avslöja koden, men efter att ha hört samtalet inspelat på Ingers mobil bryr sig inte Carl. Han beordrar att Leo ska dödas så snart Mimi har blivit hittad.
Hans och Inger bråkar om vad de ska göra med Mimi. Hans hotar att lämna Inger om de behåller henne och Inger börjar gråta. Hon går ifrån Hans och upptäcker att Mimi är försvunnen.
Hos Roger upptäcker Kevin att de andra är hubotar och pratar med Roger. Tillsammans slår de huvudet av Fred och stänger av Gordon och Marylyn.
Carl blir kontaktad av Jonas och Silas, som har upptäckt Flashs tatuering. När Carl upptäcker att huboten inte är Mimi, vägrar han ge Silas pengarna som utlovats. Silas tänker skjuta Carl när polisen kommer och fångar Silas. Flash flyr och tar pengar från Silas kontor. Med de köper hon fina kläder och går på en fin fest. Där träffar hon en man som hon går iväg med.
Lennart får en andra hjärtinfarkt och tas till sjukhuset. Under tiden delar Englunds på sig och Hans åker iväg med Sofia. På vägen till ett hotell ser Sofia Odi och Hans köper ut honom. Under tiden träffar de andra i familjen Ove. Han berättar vad han vet om Leo och ger även Tobbe en nyckelring han fått av Bea. Sedan kommer polisen och tar Ove. Familjen återförenas sedan på sjukhuset, där Lennart blir överlycklig över att se Odi. Han dör medan han pratar med honom. Hans och Inger får också en hårddisk med Lennarts minnen och personlighet, utifall att de vill göra en klon av honom.
Leo får hjälp att fly av en läkare, utan att någon märker det.
Parallellt med huvudberättelsen visas flashbacks till en händelse för flera år sedan när Leo och hans mor Beatrice råkar i en drunkningsolycka. Leo räddas ur vattnet av Mimi. För att rädda hans liv transplanterar hans far David in hubotkomponenter i hans kropp. Under seriens gång visas mer av vad som hände efter olyckan. David ägnar sin tid åt att rekonstruera sin framlidna hustru som hubot och experimenterar med att ge hubotar mänskliga känslor. Medveten om att koden kan vara farlig i fel händer delar han upp den så att Niska får en del och Leo en annan. Han fortsätter sedan att experimentera med att överföra sin egen personlighet till en hubotkropp för att ge sig själv evigt liv, men experimentet misslyckas och han dör.

## Handling i säsong 2
Sex månader efter slutstriden i säsong 1, återuppväcks flera av de fria hubotarna. Bea fortsätter leva anonymt, och bryter sig in hos Greta, Davids mamma, för att leta efter Davids klon och koden. Flash hittar en mänsklig pojkvän, men när hon får en brännskada avslöjas att hon är en hubot och i chock kör pojkvännen ut henne. Förtvivlad försöker hon begå självmord på sitt hotellrum, men han återfinner henne och lyckas rädda henne i sista minuten. Familjen Engman får oväntat en hubot hemskickad till sig. De öppnar paketet och det visar sig vara en hubotklon av morfadern Lennart, men föräldrarna är till en början ovilliga att starta den. När de till slut startar Lennarts klon så känner den igen Inger och barnbarnen, men inte Hans eller Vera. Han frågar också efter Odi. Även Jonas, som går klädd i mask för att dölja sin brännskada efter explosionen, har skaffat en hubotklon av sig själv. Han öppnar Hub Battle Land, en arena för krigsspel mot hubotar, där Silas, Odi börjar arbeta. Även Roger som varit arbetslös en period söker anställning där. Äkta Ungdomar, ungdomsförbundet till Äkta Människor, värvar Rogers son Kevin.

## Rollista

### Säsong 1
| - Daniel Abreu – Dick - Agneta Ahlin – Solveig - Josephine Alhanko – Flash, fri hubot - Mikael Almqvist – Man på gata - Romeo Altera – Leo 10 år - Mats Andersson – Göran - Leif Andrée – Roger, lagerarbetare som avskyr hubotar - Sofia Bach – Åsa - Johannes Bah Kuhnke – Rick - Anders Beckman – Ivars - Sofia Berg-Böhm – Karin - Jörgen Bergström – Vakt - Peter Carlberg – Carl - Lasse Carlsson – Gatuarbetare - Bodil Carr Granlid – Receptionist - Dan Ekdahl – Arnold - Hanna Elfors Elfström – Emma - Sten Elfström – Lennart Sollberg - Roland Eriksson – Man 2 - Jesper Feldt – Partimedlem - Thomas W. Gabrielsson – David Eischer, hubotforskare - Göran Gillinger – Karla - Jannike Grut – Kvinna i kyrka - Hedda Gullander – Pamela, hubot på advokatbyrå - Pia Halvorsen – Inger Engman, advokat - Harald Hamrell – Sexköpare - Maia Hansson Bergqvist – Samantha - Claes Hartelius – Gösta - Kåre Hedebrant – Tobias "Tobbe" Engman | - Björn Ingi Hilmarsson – Peter - Jakob Hultcrantz Hansson – Konstlärare - Sara Huss – Oldoz - Yohanna Idha – Journalist - Niklas Jarneheim – Magnus - Ellen Jelinek – Eva - Carina Jingrot – Elvis - Dan Johansson – Man i kyrka - Amanda Kessler – Nilifer - Tomas Köhler – Uthyrare - Anki Larsson – Vera - Camilla Larsson – Therese - David Lenneman – Fred - Sara Linderholm – Apollonia "Apan" - Jimmy Lindström – Malte Koljonen - Ylva Lööf – Anna - Jonas Malmsjö – Luther, hubot - Simon Miiro – Lucas - Natalie Minnevik – Matilda Engman, butiksbiträde - Rennie Mirro – Bo - Måns Nathanaelson – Jonas Boberg, hubotförsäljare - Shebly Niavarani – Henning - Özz Nûjen – Jorge - Nicholas Olsson – Björn - Lisette Pagler – Mimi/Anita, fd fri hubot som lever hos familjen Engman - Aline Palmstierna – Sofia Engman - Peter Parkrud – Butiksföreståndare - Johan Paulsen – Hans Engman | - David Rangborg – Polis - Marie Robertson – Beatrice "Bea" Novak - Eva Röse/Karin Bertling – Niska, fri hubot - Reuben Sallmander – Gustav - Fredrik Silbersky – Kevin - Jennie Silfverhjelm – Maria - Mattias Silvell – Jim - Anna Sise – Pilar - André Sjöberg – Gordon - Oscar Skagerberg – Jago - Saunet Sparell – Marylyn - Richard Sseruwagi – Läkare - Alexander Stocks – Odi, hubot som stjäls från familjen Engman - Birgitta Sundberg – Brita - Mårten Svedberg – Jan - Lisbeht Tammeleht – Siri - Oskar Thunberg – Ordförande - Jane Timglas – Sexhubot - Jan Tiselius – Receptionist - Richard Turpin – Kund - Hendrik Törling – Man i disken - Peter Viitanen – Silas, hubotjägare - Christopher Wagelin – Max - Ola Wahlström – Ove Holm - Johannes Wanselow – Vakt - Andreas Wilson – Leo Eischer - Anna Åström – Kyra |

### Säsong 2
Nya karaktärer i andra säsongen:
- Inga Landgré – Greta Eischer
- Louise Peterhoff – Cloette
- Happy Jankell – Betty
- Simon Norrthon – Conny Boresjö
- Molly Sehlin – Rebecca Boresjö
- Alexander Karim – Douglas Jarméus
- Lars-Erik Berenett – Claes
- Emil Almén – Einar
- Sami Al Fakir – Liam
- Max Vobora – Oscar
- Nanna Blondell – Yuma
- Marianne Sand – Yulanda
- Johan Hedenberg – Polis
- Lo Kauppi – Paula
- Kjell Wilhelmsen – Motellreceptionist